# Новоникольск (Винницкая область)
Новонико́льск (укр. Новомикільськ) — село на Украине, находится в Могилёв-Подольском районе Винницкой области.
Население по переписи 2001 года составляет 63 человека. Почтовый индекс — 24036. Телефонный код — 4337.
Занимает площадь 0,4 км².

## Адрес местного совета
24063, Винницкая область, Могилёв-Подольский р-н, с. Мервинцы, ул. Центральная